# NGC 3190
NGC 3190 هي مجرة حلزونية تقع في كوكبة الأسد. تم اكتشافها من قبل ويليام هيرشيل في عام 1784. هي عضو في مجموعة المجرة هيكسون 44، التي تقدر بنحو 80 مليون سنة ضوئية، وتتألف من أربعة مجرات في مجموعة ضيقة - NGC 3193 غير سمة إلى حد ما، NGC 3187 هي مجرة لولبية خافتة و NGC 3185 لديها هيكل حلزوني مع طوق خارجي.
في عام 2002 لوحظ وجود مستعر أعظم في المجرة. اكتشفه فلكي برازيلي يدعى باولو كاسيلا مستعر أعظم واحد في الجزء الجنوبي الشرقي في مارس 2002 ثم قام فريق إيطالي أثناء دراسته الأولى باكتشاف مستعر أعظم ثاني بنفس العام 2002 على الجانب الآخر بعد شهرين.
في عام 2012 استخدمت شركة آبل صورة ملونة زرقاء من NGC 3190 كصورة لسطح المكتب OS X Mountain Lion.

## صور للمجرة

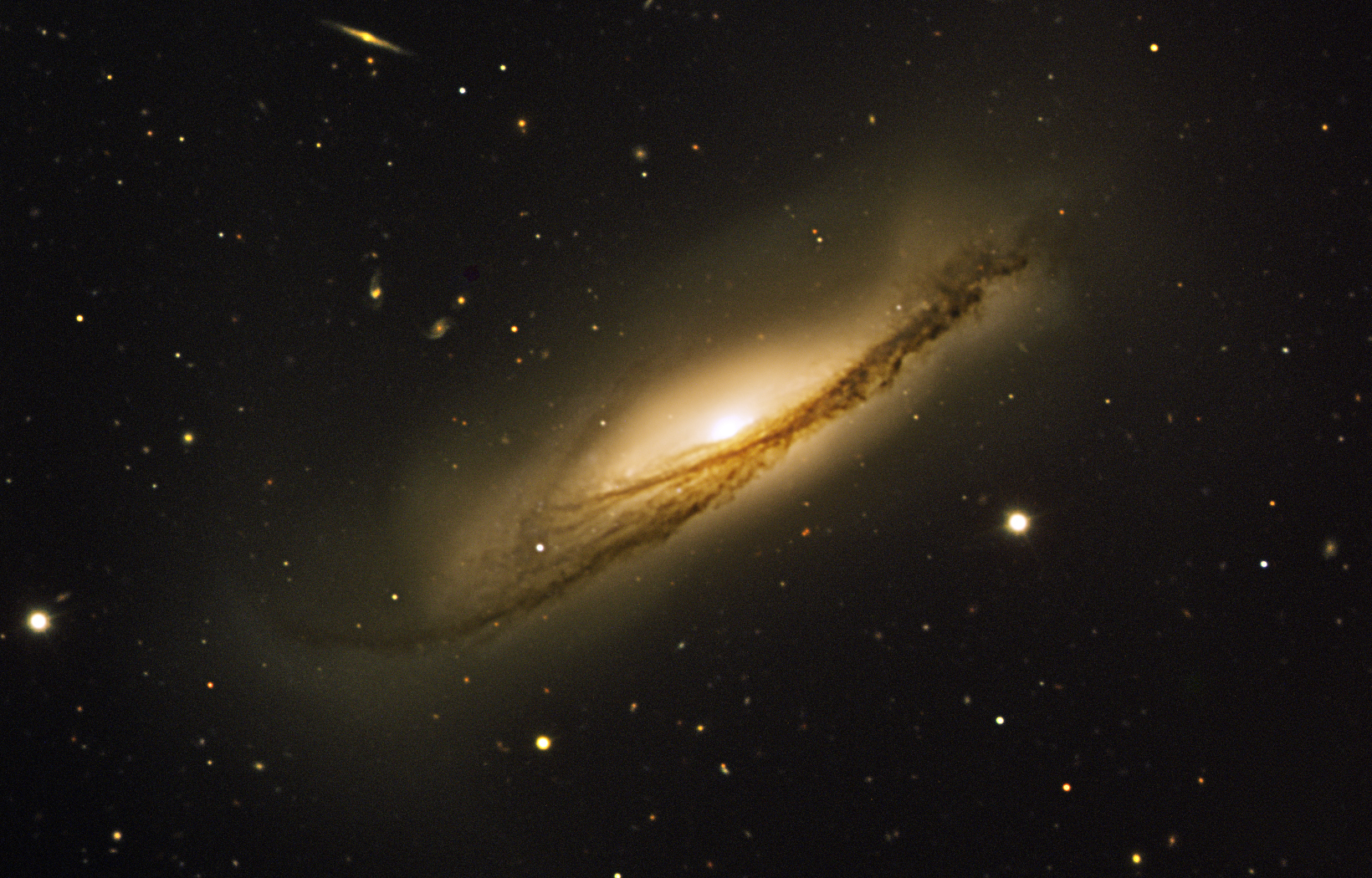
مارس 2003.
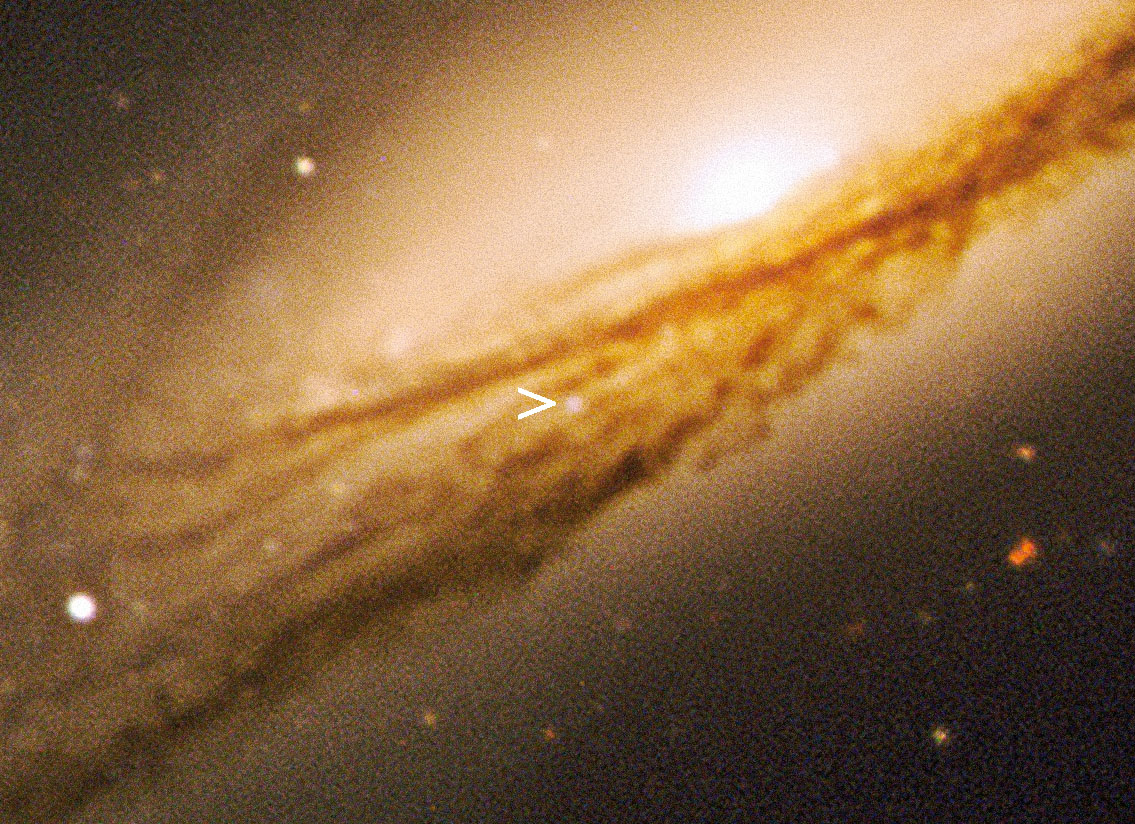
مارس 2003.
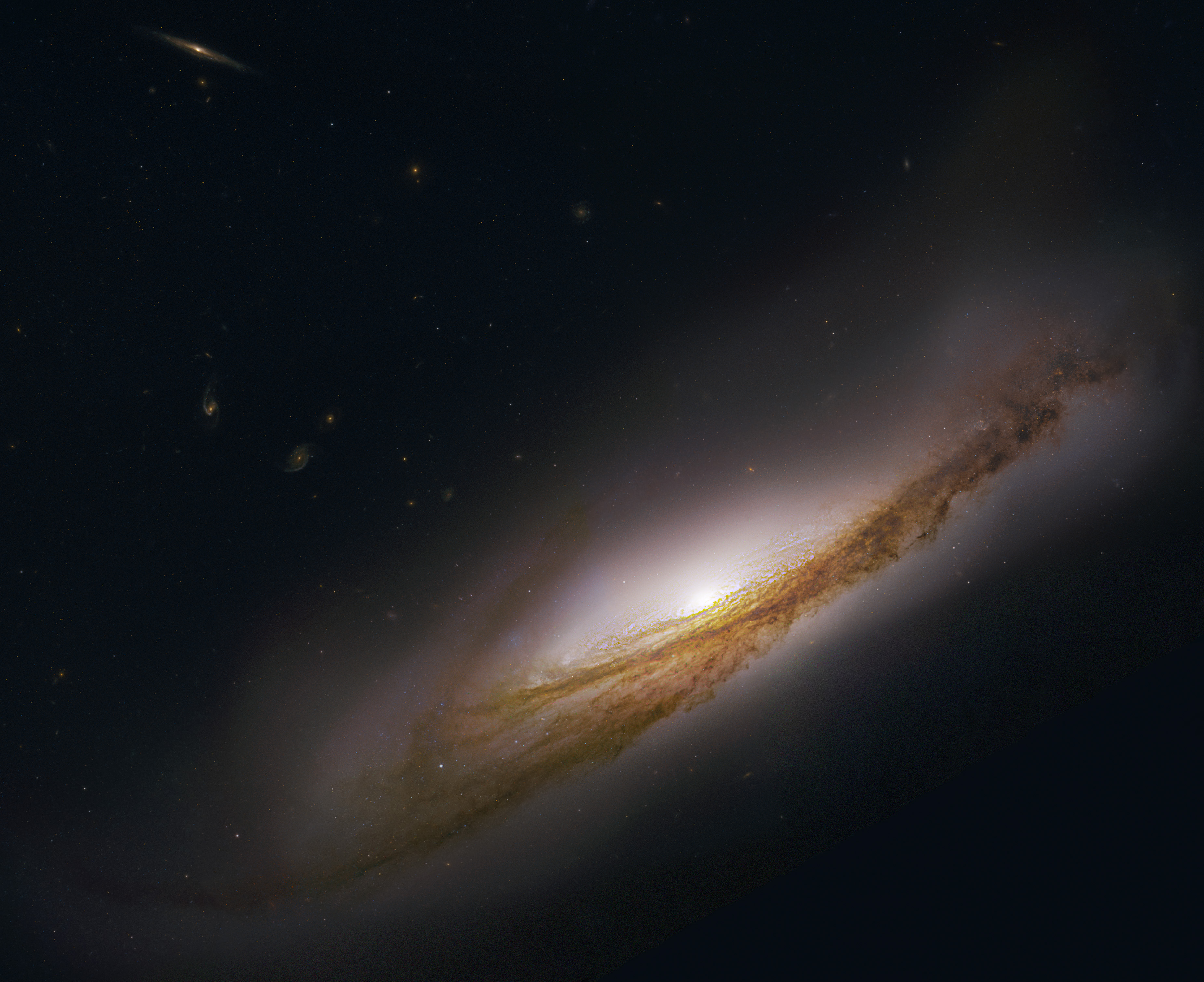
NGC 3190.
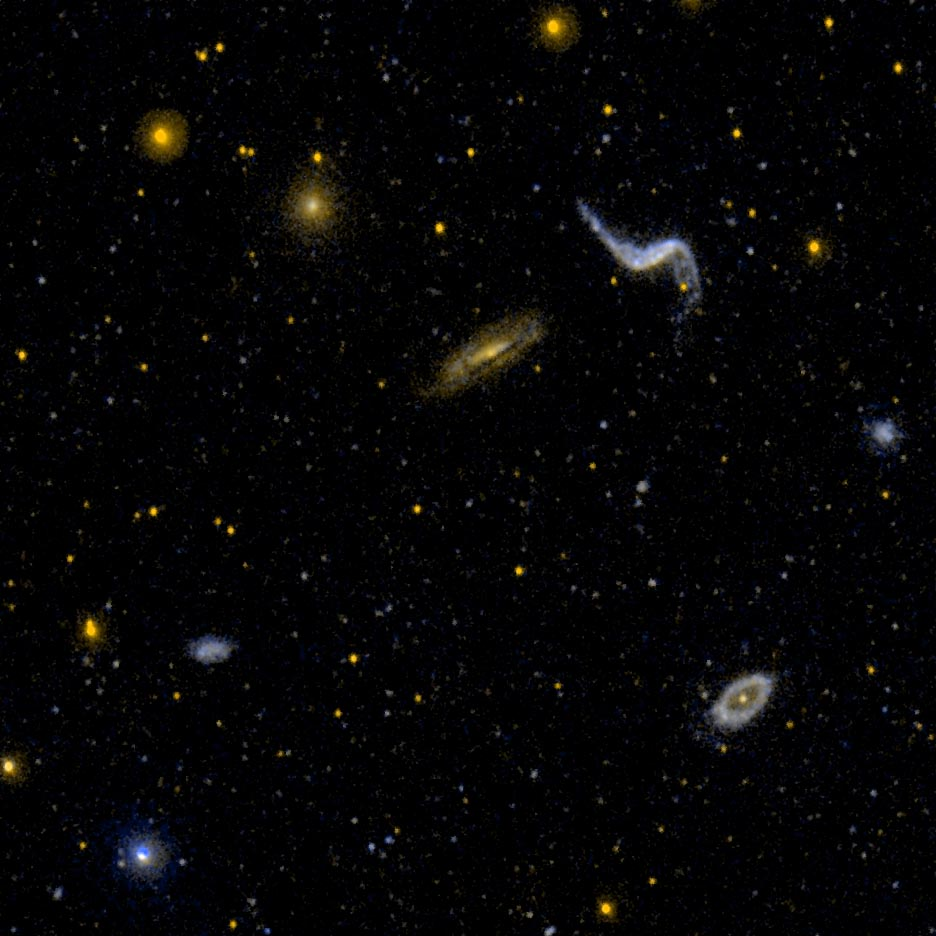
NGC 3190

## وصلات خارجية
- NGC 3190 على موقع ويكي سكاي: DSS2, SDSS, GALEX, IRAS, Hydrogen α, X-Ray, Astrophoto, Sky Map, Articles and images